# Paolo Boselli
Paolo Boselli (8 tháng 6 năm 1838 – 10 tháng 3 năm 1932) là chính trị gia Ý giữ chức Thủ tướng Ý trong Thế chiến thứ nhất.